# 島崎みゆき
島崎 みゆき（しまさき みゆき、現姓:佐藤、1974年10月13日 - ）は、日本の元女子バレーボール選手である。

## 来歴
大分県別府市出身。友人に誘われて小学4年からバレーボールを始める。1987年、第3回さわやか杯ではエースとしてオリンピック有望選手に選出。扇城高校（現・東九州龍谷高校）在学時には、インターハイ3位入賞や春高バレー準優勝に大きく貢献した。
1993年日立に入団。同年全日本代表に初選出され、1994年世界選手権に出場した。
2001年日立廃部に伴い、東洋紡オーキスに移籍した。2002年の東洋紡廃部後は現役引退し、同社の事務職として勤務していたが、2003年パイオニアに入団し現役復帰、同年度のパイオニア優勝に貢献した。2005年現役引退。

## 人物・エピソード
- 元小田急所属の森山淳子とは小学3年から高校卒業まで同級であり、中学1年次にはあまり熱心ではなかった森山をよく呼びにいき練習に誘ったという[1]。東洋紡のラストシーズンに2人は同じコートでプレーした。
- 夫はパイオニア元監督の佐藤浩明[2]。

## 球歴
- 全日本代表 - 1993-1994年、1997年
- 全日本代表としての主な国際大会出場歴
  - 世界選手権 - 1994年

## 所属チーム
- 市立北小
- 市立中部中
- 扇城高等学校（現・東九州龍谷高等学校）
- 日立ベルフィーユ（1993-2001年）
- 東洋紡オーキス（2001-2002年）
- パイオニアレッドウィングス（2003-2005年）

## 個人成績
1999年から2005年までのVリーグレギュラーラウンドにおける個人成績は下記の通り。
| シーズン  | 所属       | 出場 | 出場   | アタック | アタック | アタック | アタック | ブロック | ブロック | サーブ | サーブ | サーブ | サーブ | レセプション | レセプション | 総得点 | 備考 |
| --------- | ---------- | ---- | ------ | -------- | -------- | -------- | -------- | -------- | -------- | ------ | ------ | ------ | ------ | ------------ | ------------ | ------ | ---- |
| シーズン  | 所属       | 試合 | セット | 打数     | 得点     | 決定率   | 効果率   | 決定     | /set     | 打数   | エース | 得点率 | 効果率 | 受数         | 成功率       | 総得点 | 備考 |
| 1999/2000 | 日立       | 18   | 65     | 82       | 35       | 42.7%    | %        | 38       | 0.53     | 214    | 4      | 1.87%  | 5.9%   | 3            | 100.0%       | 77     |      |
| 2000/01   | 日立       | 18   | 70     | 68       | 23       | 33.8%    | %        | 20       | 0.29     | 196    | 4      | 2.04%  | 6.6%   | 2            | 0.0%         | 47     |      |
| 2001/02   | 東洋紡     | 16   | 47     | 48       | 15       | 31.3%    | %        | 20       | 0.43     | 176    | 4      | 2.27%  | 6.7%   | 2            | 50.0%        | 39     |      |
| 2003/04   | パイオニア | 18   | 47     | 19       | 8        | 42.1%    | %        | 9        | 0.19     | 14     | 0      | 0.00%  | 3.6%   | 5            | 60.0%        | 17     |      |
| 2004/05   | パイオニア | 27   | 74     | 116      | 42       | 36.2%    | %        | 23       | 0.31     | 143    | 7      | 4.90%  | 9.8%   | 96           | 60.4%        | 72     |      |
| 通算      | 通算       | 97   | 303    | 333      | 123      | 36.9%    | %        | 110      | 0.36     | 743    | 19     | 2.56%  | 7.0%   | 108          | 60.2%        | 252    |      |